# Beatriz Irma Raijer
Beatriz Irma Raijer es una psicóloga y política argentina del Partido Justicialista, que se desempeñó como senadora nacional por la provincia de Córdoba entre 1999 y 2001.

## Biografía
Estudió psicología en la Universidad Nacional de Córdoba, especializándose en psicología laboral.
Integrante del Partido Justicialista (PJ), fue consejera de la Mesa Ejecutiva del PJ de la provincia de Córdoba, congresal nacional y Secretaria de la Mujer del partido.
A lo largo de su carrera pública, fue coordinadora del centro de capacitación para la administración pública de la Municipalidad de Villa Carlos Paz, docente en el Instituto Nacional de la Administración Pública (INAP) y asesora en la Cámara de Senadores de la Provincia de Córdoba. Fue fundadora de la ONG «Centro de Acción para la Mujer y la Calidad de Vida», focalizada en la temática de los derechos de la mujer.
Entre mayo y agosto de 1994, integró la convención constituyente que reformó la Constitución Nacional. Allí fue vocal en la comisión de Integración y Tratados Internacionales. Luego fue secretaria general del Instituto Nacional contra la Discriminación, la Xenofobia y el Racismo (INADI).
Asumió como senadora nacional por la provincia de Córdoba en julio de 1999, para completar el mandato de José Manuel de la Sota, quien había asumido como gobernador de su provincia. Presidió la comisión de Fiscalización de los Órganos y Actividades de Seguridad Interior e Inteligencia y la Comisión de la Integración. También integró las comisiones de Libertad de Expresión, de Relaciones Exteriores y Culto y de Familia y Minoridad.
En marzo de 2001, presentó un proyecto de ley para prevenir, controlar y sancionar la violencia laboral (especialmente el acoso laboral), elaborado en conjunto con la Secretaría de Igualdad de Oportunidades y de Trato de la Unión del Personal Civil de la Nación (UPCN). También presentó un proyecto para alcanzar el cupo del 50% de mujeres en las listas de candidatos al Senado nacional. Fue diputada al Parlamento Latinoamericano (Parlatino), integrando las comisiones de Derechos Humanos y de la Mujer. Su mandato en el Senado concluyó en 2001.
En 2003, dejó de vivir en Córdoba, denunciando un «intento de envenenamiento con fines políticos». Ese mismo año, fue candidata a senadora nacional suplente, en la lista del Partido Nuevo de Luis Juez.